# Maldanin
Maldanin (deutsch Maldaneyen, 1938 bis 1945 Maldaneien) ist ein Dorf in der polnischen Woiwodschaft Ermland-Masuren, das zur Gmina Pisz (Stadt- und Landgemeinde Johannisburg) im Powiat Piski (Kreis Johannisburg) gehört.

## Geographische Lage
Maldanin liegt am Ostufer des Maldaneyer Sees (1938 bis 1945 Maldaneier See, polnisch Jezioro Maldanin) in der östlichen Woiwodschaft Ermland-Masuren, zwei Kilometer nordwestlich der Kreisstadt Pisz (deutsch Johannisburg).

## Geschichte
Das nach 1785 Maldanein und bis 1938 Maldaneyen genannte Dorf wurde im Jahre 1612 als Freigut mit fünf Hufen nach köllmischem Recht gegründet.
Von 1874 bis 1945 war der Ort in den Amtsbezirk Snopken (polnisch Snopki) eingegliedert, der – 1938 in „Amtsbezirk Wartendorf“ umbenannt – zum Kreis Johannisburg im Regierungsbezirk Gumbinnen (ab 1905: Regierungsbezirk Allenstein) in der preußischen Provinz Ostpreußen gehörte.
Im Jahr 1910 waren in Maldaneyen 153 Einwohner gemeldet. Am 30. September 1928 vergrößerte sich der Ort um den Gutsbezirk Faulbruch (polnisch Imionek) und um die der Gemeinde Lupken (Łupki) zugehörende Ortschaft Faulbruchswerder (Czarny Róg), die beide eingemeindet wurden. Die Einwohnerzahl kletterte bis 1933 auf 295 und belief sich 1939 auf 291. Die Namensschreibweise änderte man am 3. Juni (amtlich bestätigt am 16. Juli) 1938 in „Maldaneien“.
In Kriegsfolge kam das Dorf 1945 mit dem gesamten südlichen Ostpreußen zu Polen und erhielt die polnische Namensform „Maldanin“. Heute ist das Dorf Sitz eines Schulzenamtes (polnisch Sołectwo) und als solches eine Ortschaft innerhalb der Stadt- und Landgemeinde Pisz (Johannisburg) im Powiat Piski (Kreis Johannisburg), bis 1998 der Woiwodschaft Suwałki, seitdem der Woiwodschaft Ermland-Masuren zugehörig. Im Jahre 2011 zählte das Dorf 406 Einwohner.

## Religionen
Bis 1945 war Maldaneyen in die evangelische Kirche Johannisburg in der Kirchenprovinz Ostpreußen der Kirche der Altpreußischen Union sowie in die römisch-katholische Kirche Johannisburg im Bistum Ermland eingepfarrt.
Heute gehört Maldanin zur katholischen Pfarrei in Pisz, das jetzt im Bistum Ełk der Römisch-katholischen Kirche in Polen liegt. Ebenfalls nach Pisz sind die evangelischen Einwohner orientiert, deren dortige Kirchengemeinde nun Teil der Diözese Masuren der Evangelisch-Augsburgischen Kirche in Polen ist.

## Schule
Maldanin ist seit 1737 Schulort.

## Verkehr
Maldanin liegt an der bedeutenden polnischen Landesstraße 63, die von der polnisch-russischen bis zur polnisch-belarussischen Staatsgrenze verläuft und dabei durch vier Woiwodschaften führt. Vom nahe gelegenen Roschsee (polnisch Jezioro Roś) kommt über Czarny Róg (Faulbruchswerder) und Imionek (Faulbruch) ein nur zum Teil als Straße ausgebauter Landweg, der in Maldanin endet.
Die nächste Bahnstation ist die Kreisstadt Pisz an der Bahnstrecke Olsztyn–Ełk (deutsch Allenstein–Lyck). Bis 1945 bestand außerdem über den Bahnhof in Snopken (1938 bis 1945 Wartendorf, polnisch Snopki) Anschluss an die inzwischen stillgelegte und abgeräumte Bahnstrecke Lötzen–Johannisburg.